# Göteborgs arkeologiska studentförening
Göteborgs Arkeologiska Studentförening (GAST) är en förening för dem som bedriver eller har bedrivit studier på institutionen för historiska studier vid Göteborgs universitet. Föreningens huvudsyfte är att främja vetenskapliga och sociala kontakter mellan dem som studerar och har studerat något av de historiska ämnen i Göteborg.
GAST hade 2006 ca 250 medlemmar.